# Luiza Carvalho
Luiza Ávila Borges Carvalho (São Paulo, 2 de julho de 1983) é uma jogadora brasileira de polo aquático.

## Carreira
Foi integrante da seleção nacional que disputou o Campeonato Mundial de Esportes Aquáticos de 2011 em Xangai, na China.
Em 2016 esteve representando a equipe que competiu nos Jogos Olímpicos do Rio e finalizou em oitavo lugar.